# 二世一重因果
二世一重因果，佛教術語，是《成唯識論》記載的曾流行於唯識學派中的一種緣起理論，類似於分位緣起的三世二重因果說，但是以二世而不再按三世劃分十二緣起支。

## 概述
二世一重因果學說中，二能引支、五所引支和三能生支，共為因，
1. 二能引支：二所生支為果，以此因果所相隔的死生劃分為二世，只施設一重因果，能夠解說順生受業和順後受業[1]。
2. 五所引支：識、名色、六處、觸、受五種子，為五所引支，實為同時由業薰發，而依據總別等差異， 假說前後[2]。
3. 三能生支：而五種之當來果，識乃至受五分位，則攝於生支中[3]。

## 學說內容
玄奘《成唯識論》：
|  | 此十二支，十因二果，定不同世。因中前七，與愛、取、有，或異或同。若二、三、七，各定同世。如是十二，一重因果，足顯輪轉，及離斷常，施設兩重，實為無用，或應過此，便致無窮。 |

十二緣起支三分，前七支造業，中三支潤業，後二支受果；以潤業之身死，受果之身生，這個死生間隔為世；十二支中，前十支為因，後二支為果；如果煩惱業因在過去世，則異熟果在現在世或未來世；如果煩惱業因在現在世，則異熟果在未來世。

## 學說起源
此學說可考見於《分別緣起初勝法門經》，《瑜伽師地論》在緣起支定義中分別介入了五種子，但未將其中的五緣起支等同於五種子，《大乘阿毘達磨雜集論》有類似詮釋。
有關理論淵源更可上溯至十二緣起支前際、後際二分中，有愛是遍行的理論，並隱約於小部《無礙解道》中。

## 現代研究
宇井伯壽認為，二世一重因果起於護法的學說。